# Семёновское ущелье
Семёновское уще́лье, также Кырчын (кирг. Кырчын) — ущелье в Кыргызстане в горах Кунгей Ала-Тоо.

## Описание

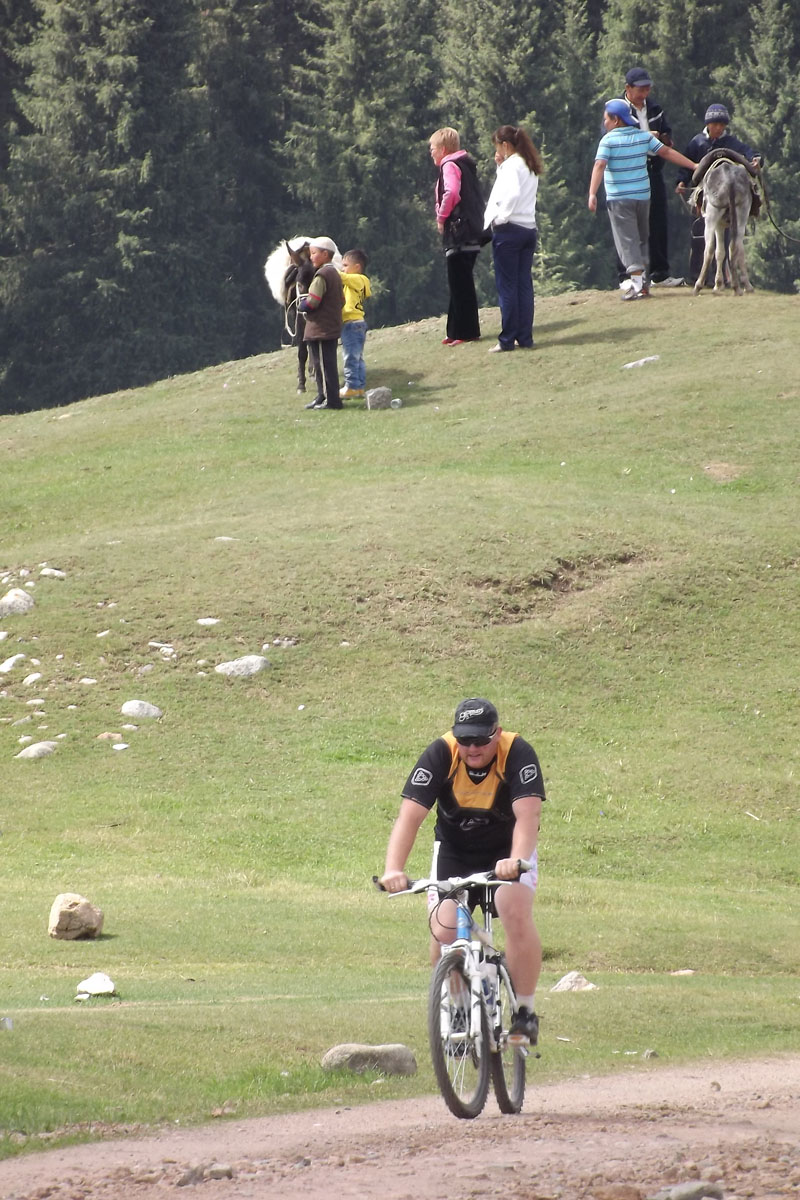
Велотурист в Семёновском ущелье Иссык-Кульской области

На северном берегу Иссык-Куля в 40 км на восток от города-курорта Чолпон-Ата выше села Кожояр-Ата расположено одно из красивейших мест Прииссыккулья — Семёновское ущелье. Протяженность ущелья — около 30 км. По дну ущелья течет бурная горная река Кичи-Ак-Суу с чистейшей ледниковой водой, а на склонах возвышаются величественные тяншанские ели. В весенний и летний периоды чистый горный воздух наполнен ароматами высокогорных трав.
Семёновское ущелье является одной из достопримечательностей Кыргызстана и входит в число обязательных экскурсий для туристов, отдыхающих на Иссык-Куле. Летом здесь устанавливают юрты, где все желающие могут отведать блюда киргизской национальной кухни: бешбармак, кумыс и т. д. Для любителей верховой езды организуются конные прогулки по ущелью.

## Оздоровительно-восстановительный центр

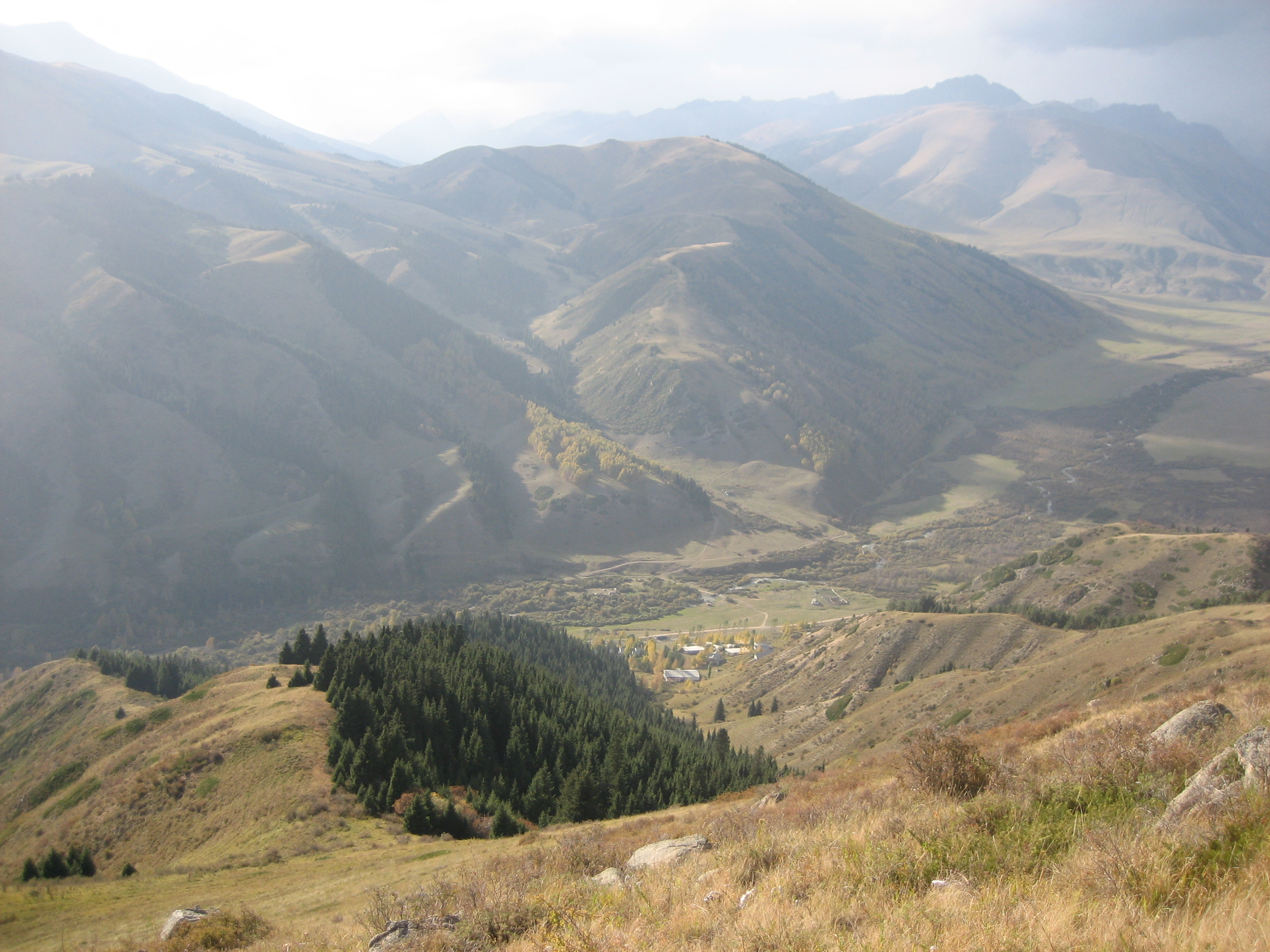
Вид на ущелье с восточного склона. Середина сентября. Внизу видны строения оздоровительно-восстановительного центра «Чернобыльцы».

В ущелье располагается заброшенный оздоровительно-восстановительный центр «Чернобыльцы». Посмотреть на карте Google maps.
В настоящее время в одном из зданий проживает местная семья. Иногда спортсмены, приезжающие в Кыргызстан на сборы, на несколько дней поселяются в домиках на территории оздоровительно-восстановительного центра, чтобы жить и тренироваться в более жёстких условиях (гористая местность, разреженный воздух).